# Marleyella maldivensis
Marleyella maldivensis (лат.) — вид экваториальных донных рыб семейства пецилопсеттовых (Poecilopsettidae), эндемик Мальдивских островов. Известны по двум экземплярам, выловленным океанографической экспедицией Джона Ч. Мюррея на глубине около 230 м у берегов атолла Ари, входящего в группу Мальдивских островов. Длина голотипа — 10,4 см, второго экземпляра — 7,5 см.